# António Augusto Carvalho Monteiro
António Augusto Carvalho Monteiro (1848 - 1920), también conocido como Monteiro dos milhões (Monteiro, el millonario), nació en Río de Janeiro de padres portugueses. Heredó la enorme fortuna familiar, que amplió en Brasil con la venta de café y piedras preciosas, lo que posibilitó su marcha a Portugal. Estudió una licenciatura en Derecho en la Universidad de Coímbra, y fue un conocido coleccionista y bibliófilo, con una magnífica colección de las obras de Camões. Sus intereses culturales sin duda influyeron y fueron el origen de los misteriosos símbolos e iconografía del palacio que construyó en su finca ubicada en las montañas de Sintra, el Palacio da Regaleira.
Carvalho Monteiro, según la prensa de la época, tenía una imagen de persona altruista y algo excéntrica, ejemplificada por su famoso Leroy 01, "el reloj más complicado del mundo."
Encargó al mismo arquitecto que edificó el Palacio da Regaleira, Luigi Manini, que construyese su tumba en el Cementerio dos Prazeres. La puerta de la tumba, también con altas dosis de simbolismo, se abría con la misma llave que el Palacio da Regaleira y su palacio en Lisboa, en la Rua do Alecrim. Cuando los visitantes entraban en el patio del cementerio, encontraban la tumba a la izquierda, con la orientación, el tamaño y la forma de un templo masónico, orientada hacia el este. Está cubierta de símbolos diferentes. El llamador de la puerta está grabado con una abeja que lleva un cráneo. La abeja, que es diligente y trabajadora, representa el masón en su trabajo organizado. La grada que se puede ver en la parte posterior de la tumba, está adornada con el símbolo del vino y el pan, el espíritu y el cuerpo. También incluye búhos decorativos, que simbolizan la sabiduría, así como las amapolas, el símbolo del eterno sueño.

## Galería

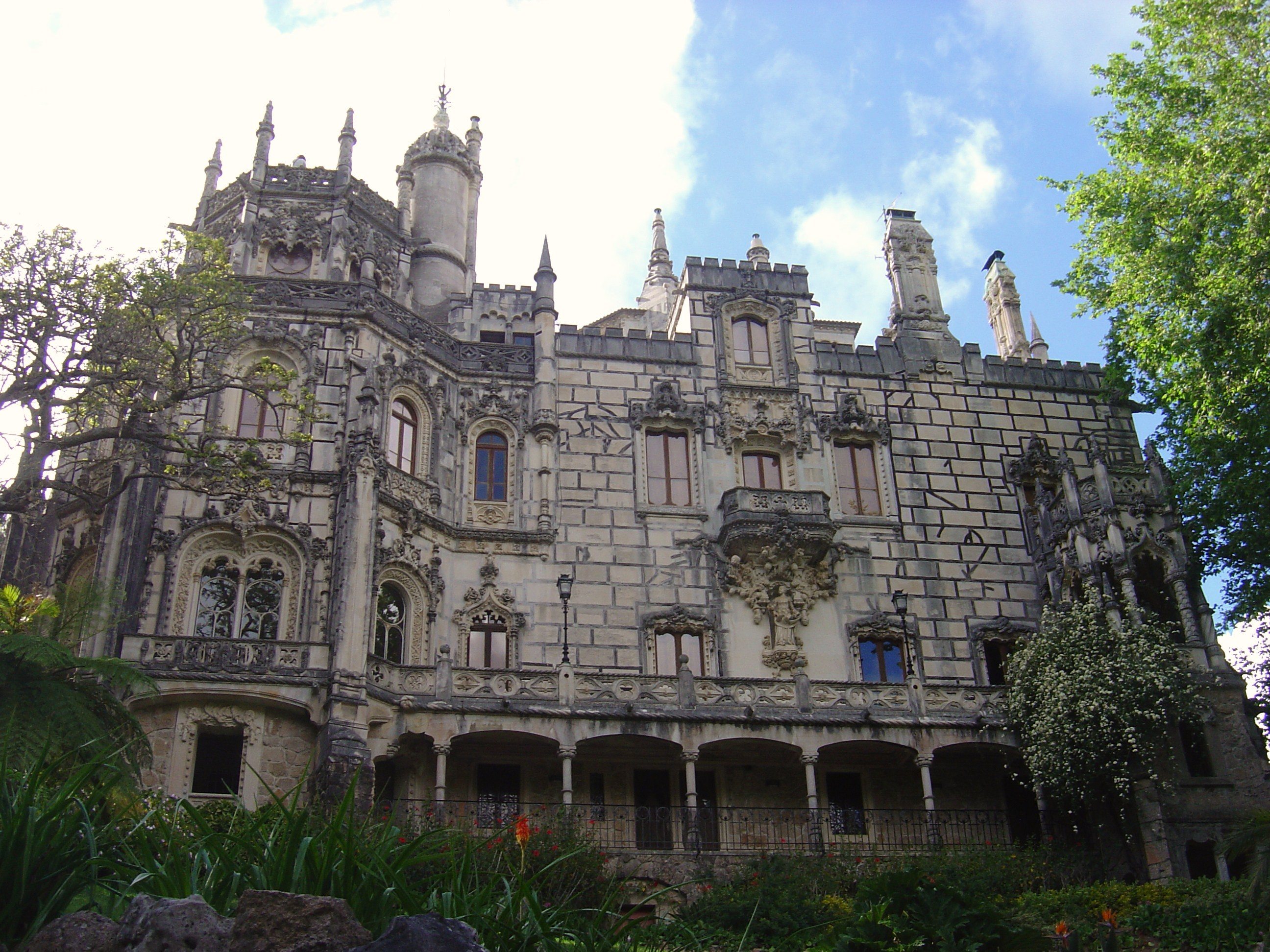
Fachada frontal del Palacio
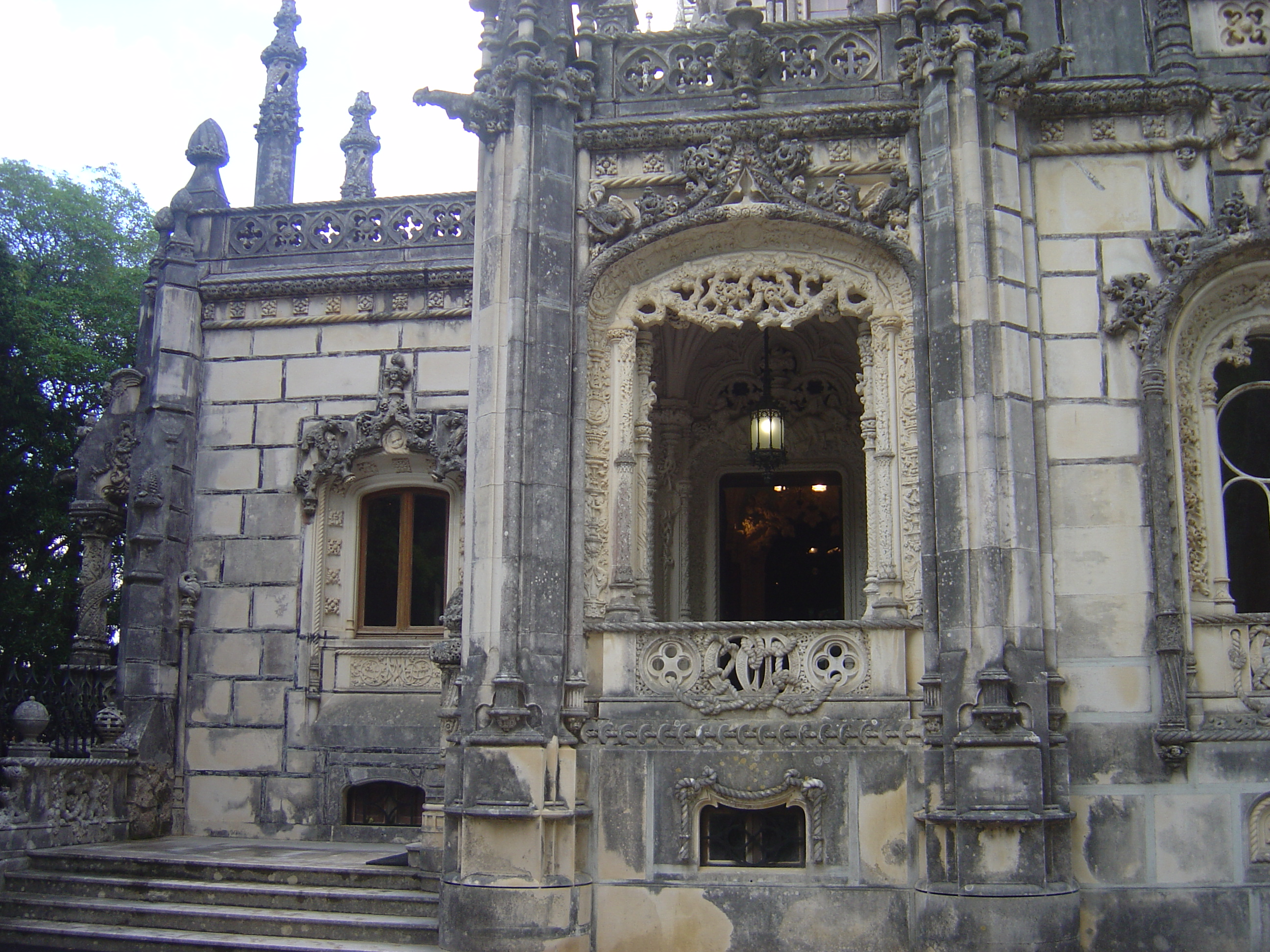
Entrada principal del Palacio
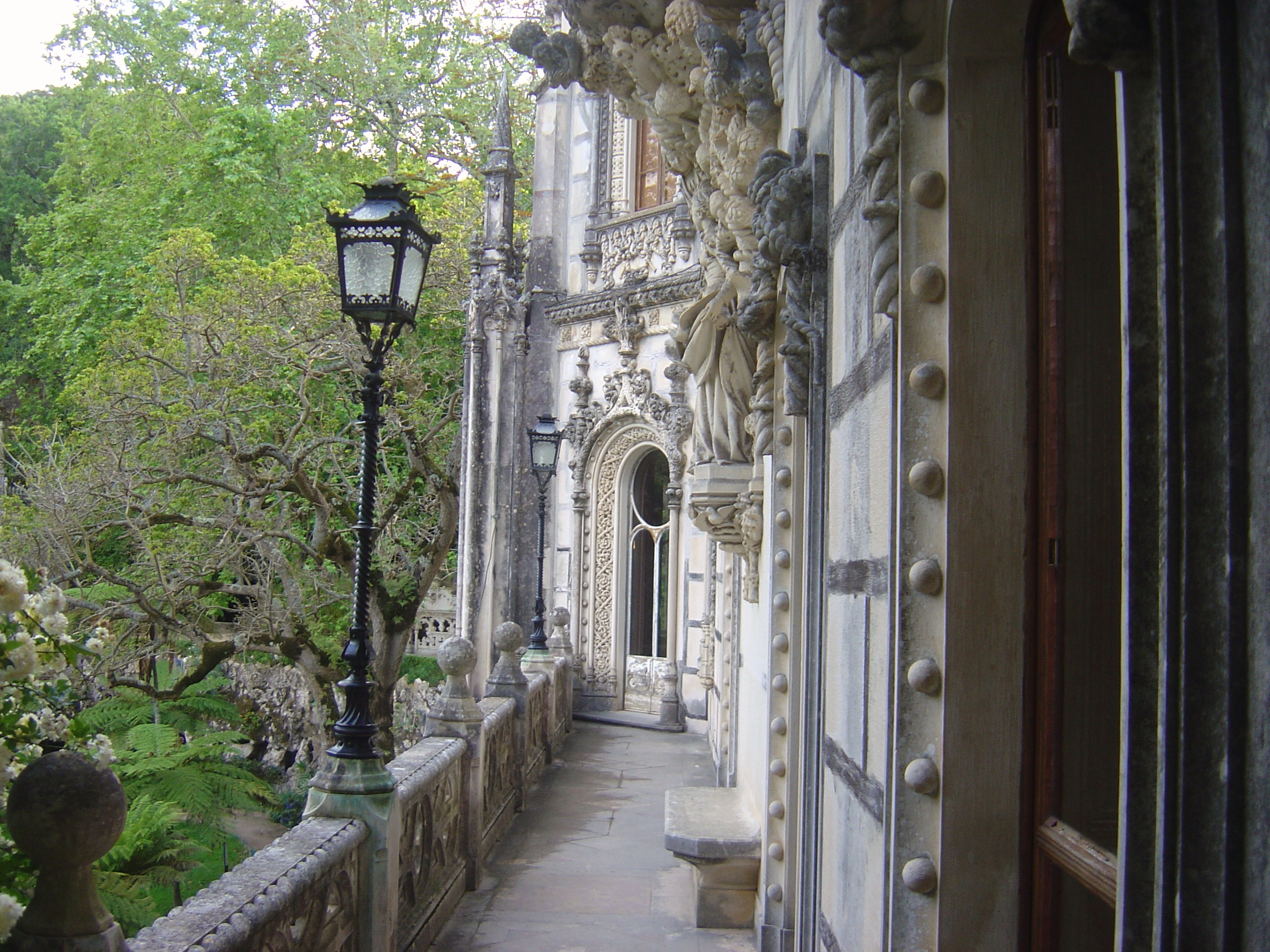
Una baranda
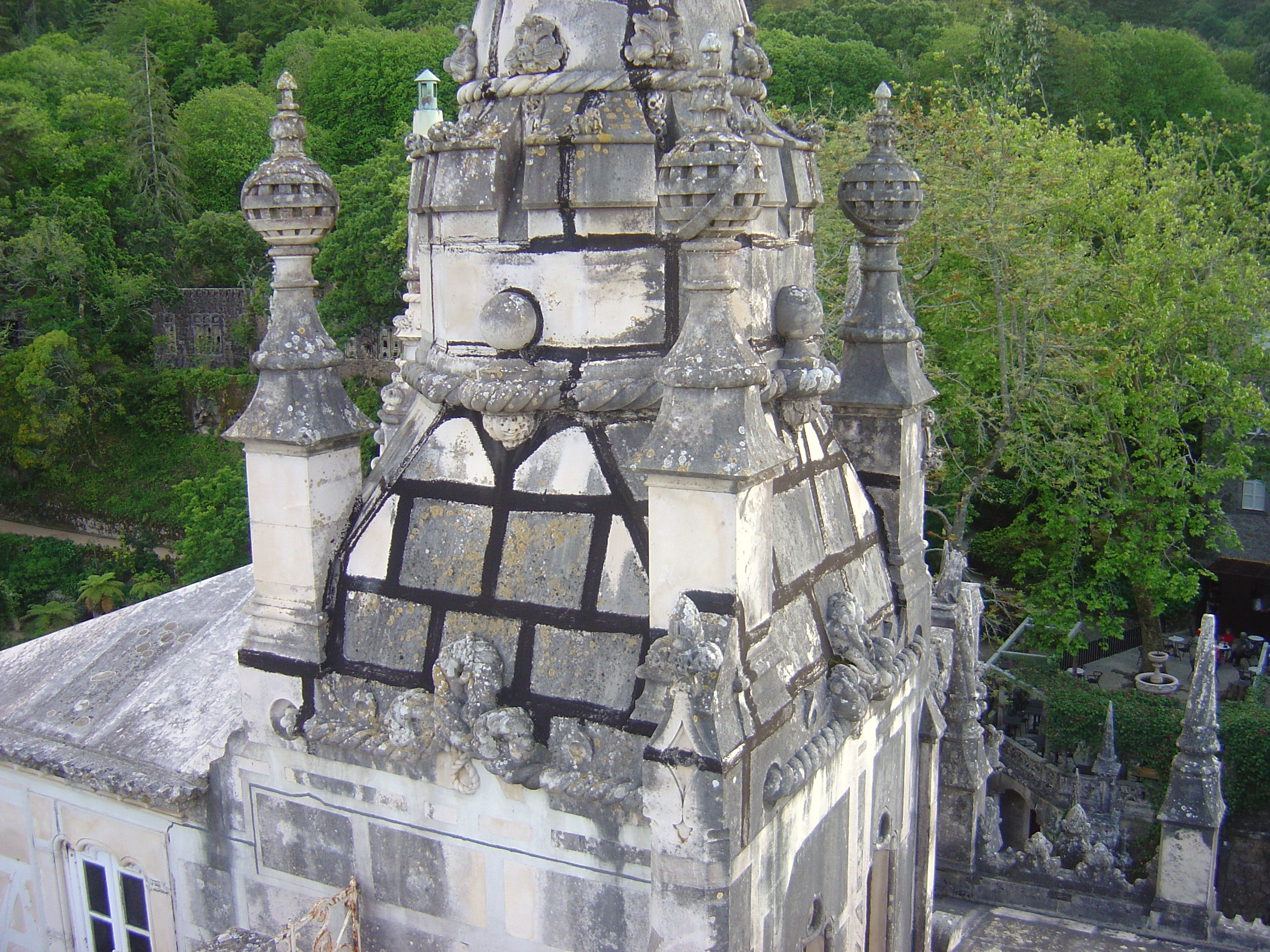
Torre con los símbolos manuelinos sobre los descubrimientos portugueses
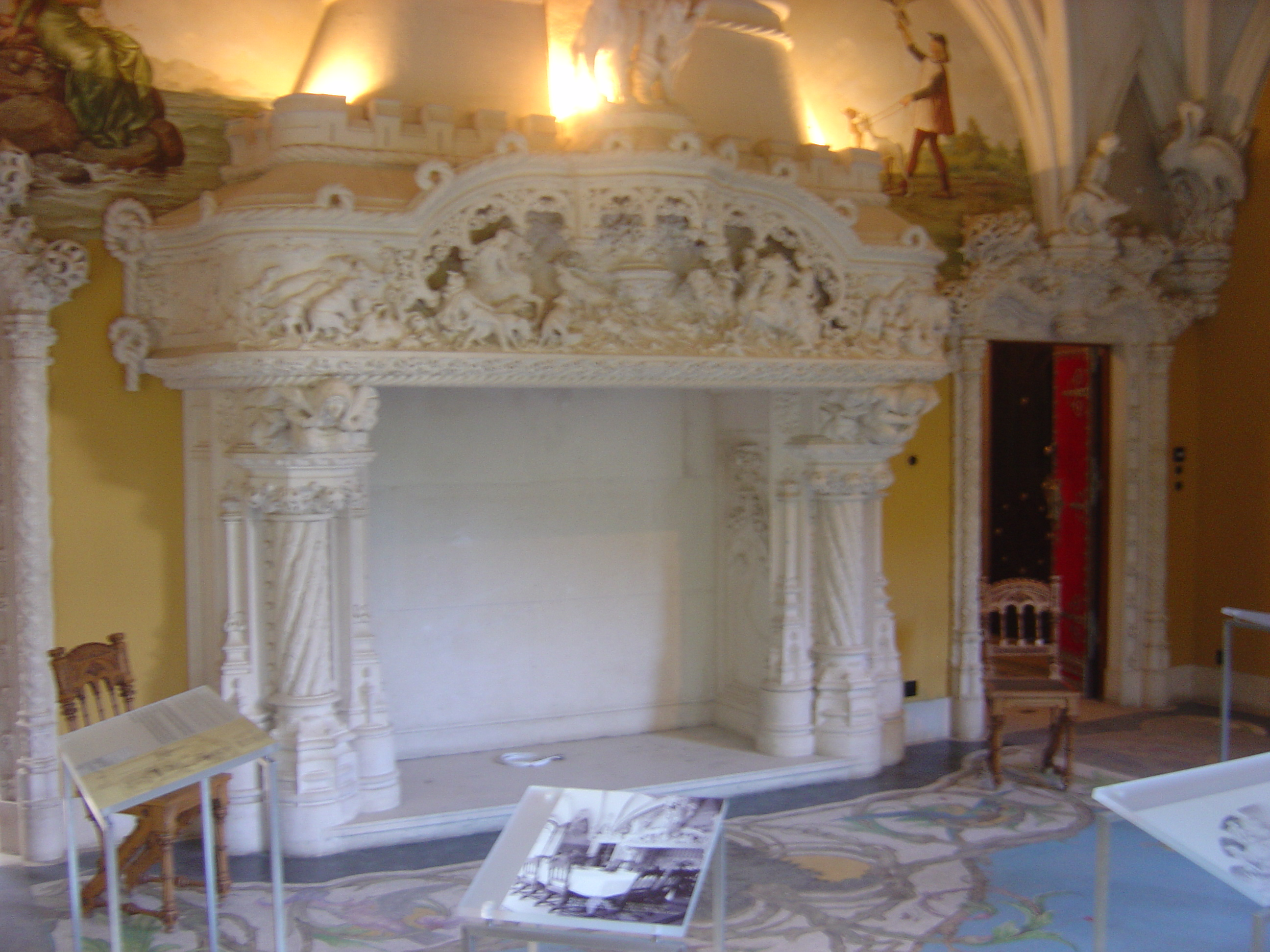
Chimenea en la sala comedor
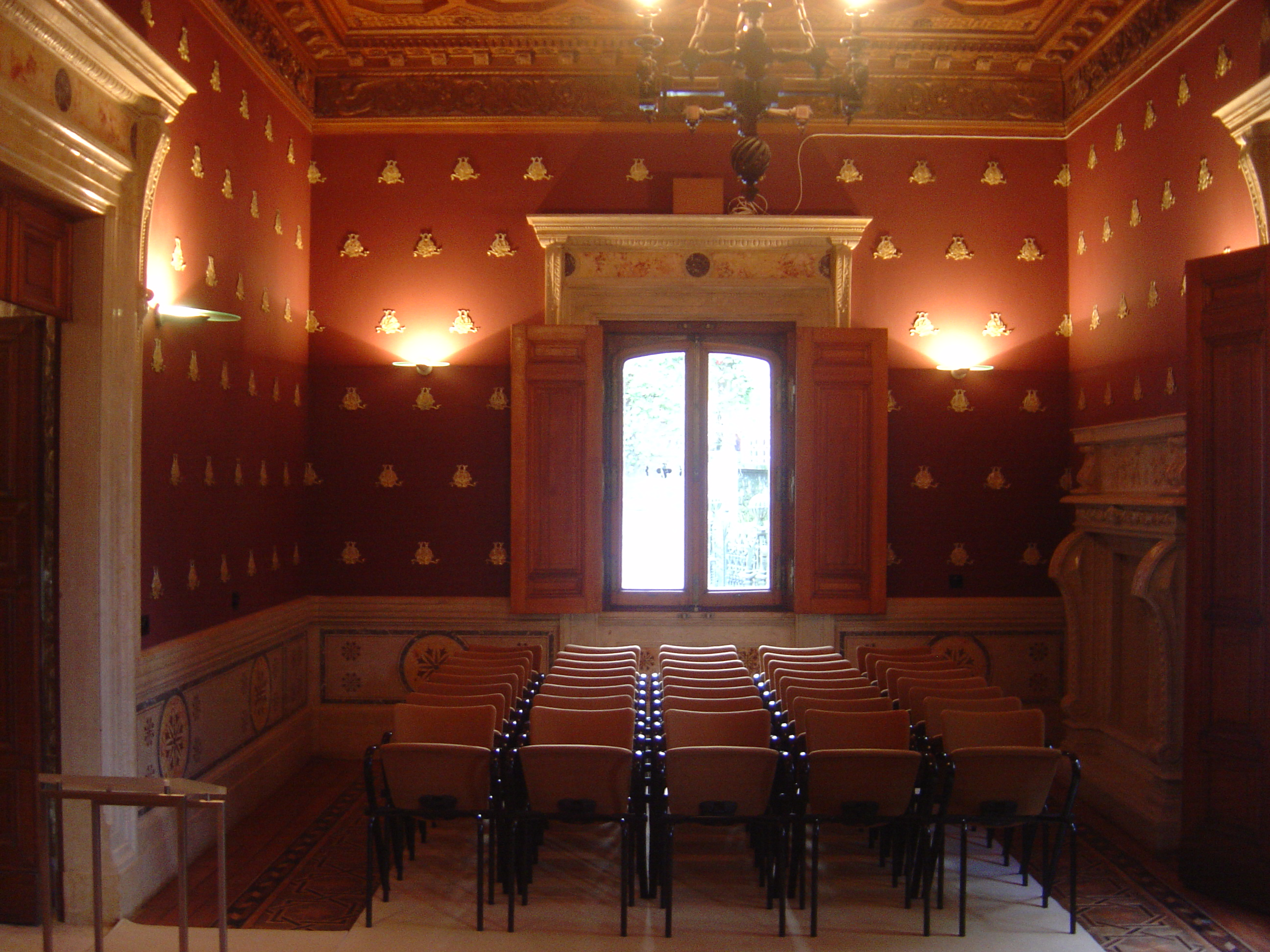
Sala principal
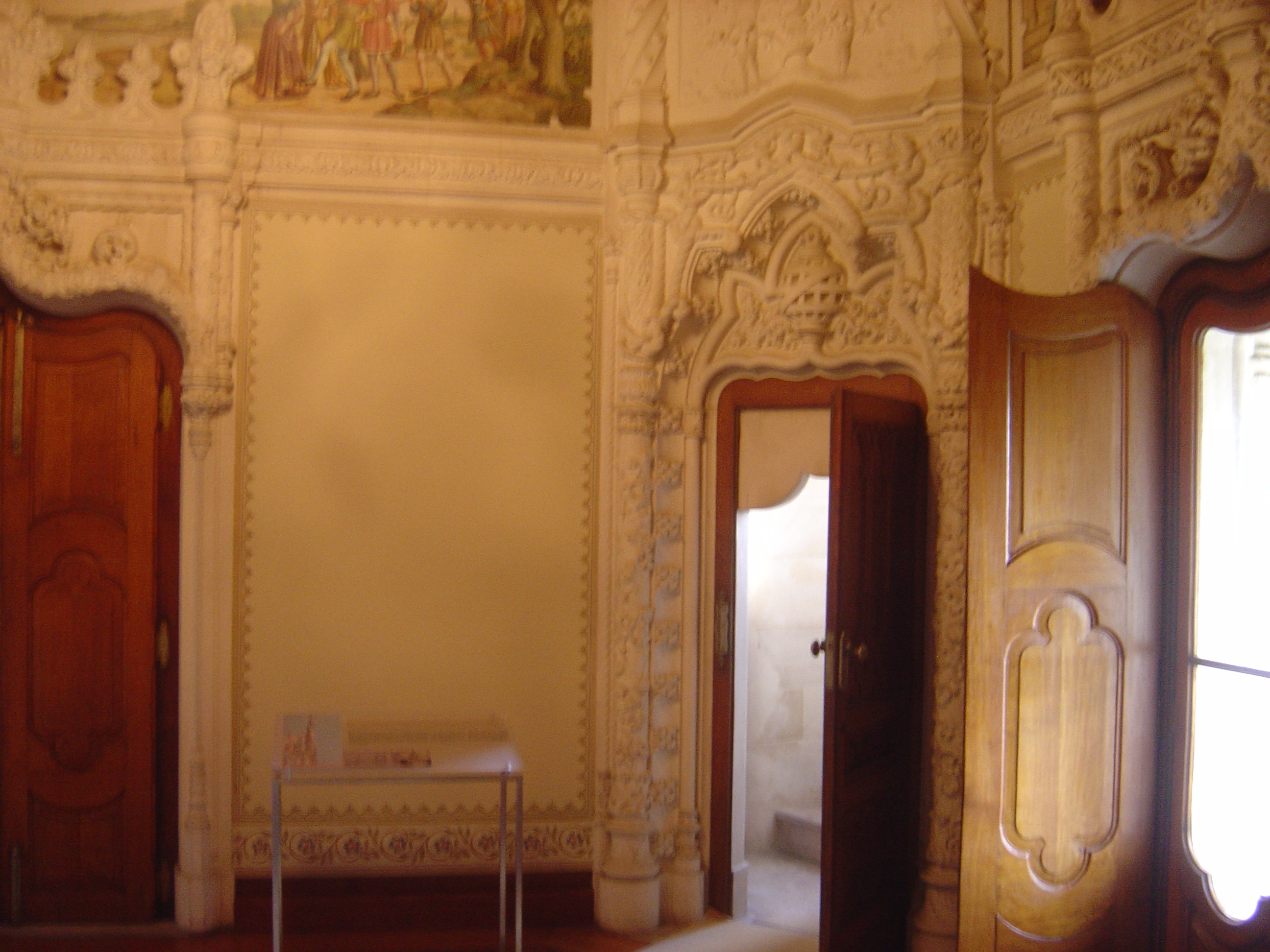
Entrada de la escalera de caracol
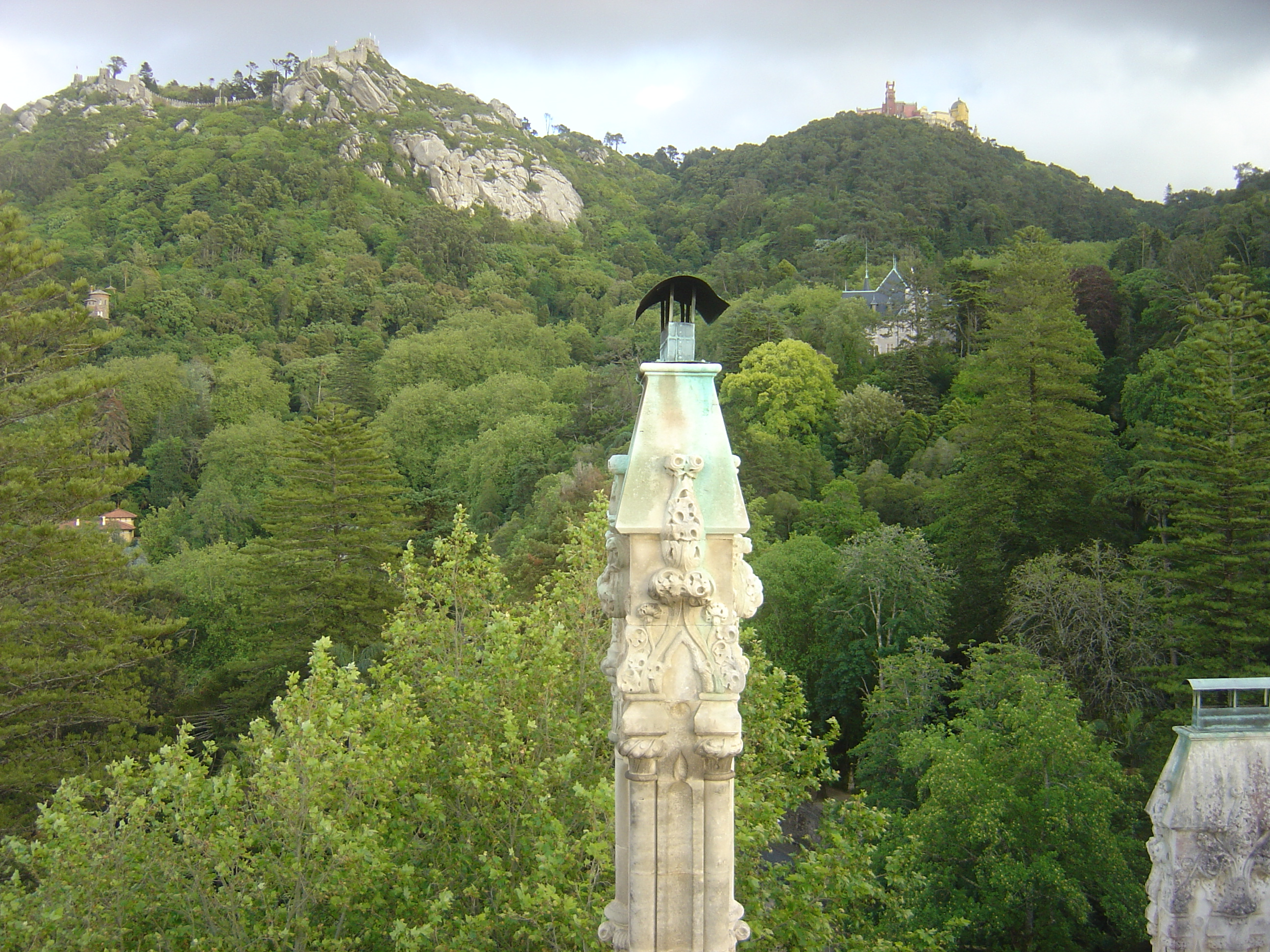
Una de las chimeneas. El Castelo dos Mouros y el Palácio da Pena se divisan en el horizonte

- Datos: Q2329572
- Multimedia: António Augusto de Carvalho Monteiro / Q2329572